# اسمولیانوفتسی
اسمولیانوفتسی (به بلغاری: Smolyanovtsi) روستایی در بلغارستان است که در شهرستان مونتانا واقع شده‌است.